# Salmonella enterica
Salmonella enterica és un bacteri flagelat gram negatiu facultativament anaerobi i membre del gènere Salmonella.

## Epidemiologia
La majoria dels casos de salmonel·losi són causats per aliments infectats amb S. enterica, la qual sovint infecta els bovins i l'aviram i fins i tot animals domèstics com els gats i els hàmsters s'ha mostrat que són font d'infecció per als humans.
Els ous crus de gallina i oca poden allotjar S. enterica, iniciament en la clara de l'ou, encara que molts ous no estan infectats. A mesura que els ous envelleixen a temperatura d'una habitació la membrana del rovell de l'ou comença a degradar-se i S. enterica es pot estendre al rovell. La refrigeració i la congelació no mata els bacteris, però alenteix de forma substancial o para el creixement del bacteri. La pasteurització i la irradiació dels aliments es fan servir per matar Salmonella de forma comercial en aliments que contenen ous crus com és el cas dels gelats. Els aliments preparats a casa a partir d'ous crus com en la maionesa i algunes galetes i pastissos poden estendre salmonella si no estan adequadament cuits abans del seu consum.

## Patogènesi
Les proteïnes secretades són de la major importància per la patogènesi de les malalties infeccioses causades per Salmonella enterica. Un important nombre d'adhesines estan presents a Salmonella, i medien per formar un biofilm i contactar amb les cèl·lules hoste. les proteïnes secretades també estan implicades en la proliferació intracel·lular i invasió dins les cèl·lules hoste.

## Nomenclatura
Salmonella enterica té 6 subespècies, i cadascuna té serovars associats que difereixen per l'especificitat antigènica. Hi ha uns 2500 serovars per S. enterica. Salmonella bongori euna subespècie de S. enterica, però ara és una espècie dins el gènere Salmonella. La majoria dels serovars patogènics en humans de Salmonella pertanyen a la subespècie Salmonella enterica subsp. enterica. Aquests serogroups inclouen Salmonella Typhi, Salmonella Enteritidis, Salmonella Paratyphi, Salmonella Typhimurium, i Salmonella Choleraesuis.